# رماغن
رماغن (بالألمانية: Remagen) هي بلدة ألمانية تقع في ألمانيا في أرفيلر. يقدر عدد سكانها بـ 16,267 نسمة .

## المدن التوأمة
مدن غيورغسمارينهوته و ميزون-لافيت الفرنسية هن مدن توأمة لـرماغن.

## أعلام
- أدولف غالاند
- رودي آلتيج
- ماركوس جبريل
- آنماري رينجر